# Huai Kha Khaeng
El Santuari de vida salvatge de Huai Kha Khaeng (tailandès: เขตรักษาพันธุ์สัตว์ป่าห้วยขาแข้ง) és una àrea protegida de Tailàndia. Està situada a la Serralada de Dawna,a la Província de Kanchanaburi,de Tak i de Uthai Thani
Està inscrit a la llista del Patrimoni de la Humanitat de la UNESCO des del 1991